# Yahalom (Tsahal)
Yahalom, en hébreu : יהל"ם signifiant en français : Diamant, mais aussi un terme rétroacronyme de יחידה הנדסית למשימות מיוחדות (Unité de génie des opérations spéciales), est une unité de forces spéciales israélienne du Corps israélien de génie du combat (en) de Tsahal,.